# Saison 2 de Switch
Cet article présente le guide des épisodes de la deuxième saison de la série télévisée Switch.
Cette saison est totalement inédite en France.

## Épisode 1:The Pirates of Tin Pan Alley
- États-Unis : 21 septembre 1976 sur CBS
- France : Inédit

- Sonny Bono (Darcy Taggart)
- Howard Hesseman

## Épisode 2:The Twelfth Commandment
Avec Margot Kidder (Andrea Moore), Richard Lynch, Thayer David, George Murdock
Scénario : Leigh Vance - Réalisation : Sutton Roley
Pete et Mac sont engagés par une certaine Andréa Moore qui prétend avoir perdu 50 000 dollars servant à payer un chantage dont est victime sa sœur. Les deux détectives ignorent que la jeune femme est poursuivie par un tueur auquel elle a dérobé une valise contenant la somme.

## Épisode 6:Whatever Happened to Carol Harmony?
Avec Joanne Linville, Lurene Tuttle, Avec la participation exceptionnelle de John Ireland (Verne Deamer)
Histoire : David P. Lewis - Scénario : Leigh Vance - Réalisation : Ivan Dixon
Verne Deamer offre à Susan, une jeune femme dont la ressemblance avec la vedette Carole Harmony a brisé la carrière, 10 000 dollars pour prendre la place de la star... Alors qu'elle retire de l'argent à la banque, elle croise la présidente du fan club de la véritable Harmony... qui suspecte que quelque chose ne tourne pas rond. Elle va trouver Pete & Mac...

## Épisode 7:Quicker Than the Eye
Inédit en France
Avec Eileen Heckart (Amy), E.J. Andre, Richard Bakalyan et avec la participation spéciale d'Albert Paulsen
Scénario : Sue Milburn - Réalisé par David E. Friedkin
Floyd et Amy sont un couple de vieux escrocs. Malheureusement, elle devient un témoin clé dans une affaire de meurtre. Sans le savoir, elle a vu l'assassin et est en mesure de mettre en péril son alibi !

## Épisode 8:Gaffing the Skim
Avec Val Avery, Bill Dana, Carol Vogel, Bernard Kopell (Gaylord Anderson), Jesse Welles, avec la participation spéciale de Norman Fell
Scénario : Robert Dellinger - Réalisation : Bruce Evans
Mac est sur le point d'être engagé par Anderson, un homme qui prétend qu'on en veut à sa vie. C'est à cet instant que quelqu'un renverse Mac...

## Épisode 11:Switch Hitter
Avec Barbara Rhoades, John Larch, Lezlie Dalton, Ned Wilson,  Ray Girardin
Histoire : Gene Thompson - Scenario : Arthur Rowe & Stephen Kandel - Réalisation : Edward Abroms
Après une tentative de meurtre qui a échoué, un tueur à gages est bien décidé à finir son contrat. Mais il va trouver Pete & mac sur sa route, engagés par l'épouse du reporter visé.

## Épisode 12:Maggie's Hero
Avec Lawrence Pressman, R. G. Armstrong, Bernard Behrens
Scenario : Edward Lasko - Réalisation : Noel Black
Maggie est amoureuse. Seul problème : son petit ami est en fait un escroc pris dans une sale affaire de contrefaçons de dollars. Pete & Mac vont lui venir en aide.

## Épisode 13:The Hundred Thousand Ruble Rumble
Scénario : Mort Fine / Réalisation : Leo Penn

Avec : Stefan Gierasch, Sherry Jackson, Val Bisoglio, bruce Glover.

## Épisode 16:Eyewitness
Scénario : Lew Davidson / Réalisation : Leo Penn

Avec : Lara Parker, Richard X. Slattery, Joseph Ruskin, Joel Fabiani (Stolvac), Sharon Gless (Maggie), Charlie Callas (Malcolm)

Pete et Mac viennent en aide à une ravissante jeune aveugle, unique témoin d'un meurtre. Malheureusement pour elle, le tueur l'a bien vue et il entend bien la réduire au silence avant qu'elle ne parvienne à le faire arrêter.

## Épisode 17:Camera Angles
Avec Pernell Roberts, Linda Gray, Bill Fletcher, Myron Healey, Mala Powers
Scenario : David Taylor - Réalisation : Bruce Kessler
Mac est engagé par la veuve d'un détective officiellement mort dans un accident de voiture, tandis que Pete accepte d'aider la fille d'un ancien détenu qui a disparu. Chacun travaille dans le dos de l'autre, leurs clients respectifs ne pouvant les payer, ignorant qu'ils enquêtent sur la même affaire...

## Épisode 18:Butterfly Mourning
Avec Slim Pickens, Johnathan Goldsmith, Sharon Farrell
Scenario : Alan Godfrey - Réalisation : Sutton Rolley
Décidé à venger la mort de son ami, Mac est déterminé à marcher sur les plates bandes de la brigade des stupéfiants et d'un policier plus que limite prêt à tout pour réussir...

## Épisode 21:The Hemline Heist
Avec : Dick Gautier (Rafe Kelso), Barbara Luna, Gloria Calomee, avec la participation exceptionnelle de Sheree North (Sylvia)
Scénario : Jack Guss - Réalisation : Leo Penn
Un défilé. Kelso présente sa nouvelle collection. Il est assassiné. Client de Pete et Mac, ces derniers arrivent trop tard pour le sauver. Attablés dans le restaurant de Malcolm, ils racontent à Maggie ce qui s'est réellement passé...

## Épisode 22:Three for the Money
Avec : Jess Walton (Angel Mendarez), Penny Peyser, Mike Mazurki, avec la participation exceptionnelle de Madlyn Rhue
Scénario Stephen Kandel - Réalisation : Sigmund Neufeld Jr
Trois femmes réclament l'héritage d'un homme décédé dans un accident de voiture... Sauf qu'il ne s'agissait pas réellement d'un accident et qu'elles deviennent toutes trois suspectes... Laquelle a tué? Pete et Mac enquêtent. Chacun a une idée bien arrêtée sur la coupable...

## Épisode 23:Two on the Run
Avec Lynda Day George (Dominique Devreaux), Gerald McRaney, Alex Henteloff, Richard X. Slattery, Ben Andrews (en)
Scénario : Cynthia A. Cherback / Réalisation : Arnold Laven
Afin d'aider Sharky, un ami accusé de meurtre, Pete décide de retrouver une jeune femme, Dominique, susceptible de l'innocenter. Il ignore qu'elle est en fait le troisième témoin à même de le faire condamner et que les deux premiers ont été assassinés. Mac sent l'arnaque, mais Pete, refusant d'écouter son partenaire, démissionne.

## Épisode 24:Heritage of Death
Avec : Lola Fofana, Avec la participation exceptionnelle de Moses Gunn
Scénario Larry Forrester : Production et réalisation : John Peyser
Malcolm reçoit un étui de contrebasse en cadeau. À l'intérieur : un enfant. Pour Pete & Mac, c'est le début des ennuis...